# Фунамото Кодзі
Фунамото Кодзі (яп. 船本 幸路, нар. 12 серпня 1942, Хіросіма —) — японський футболіст, що грав на позиції воротаря.

## Клубна кар'єра
Грав за команду Тою Когю.

## Виступи за збірну
Дебютував 1967 року в офіційних матчах у складі національної збірної Японії. У формі головної команди країни зіграв 19 матчів.

## Статистика
Статистика виступів у національній збірній.
| Збірна Японії | Збірна Японії | Збірна Японії |
| Роки          | Ігри          | голи          |
| ------------- | ------------- | ------------- |
| 1967          | 1             | 0             |
| 1968          | 1             | 0             |
| 1969          | 1             | 0             |
| 1970          | 1             | 0             |
| 1971          | 0             | 0             |
| 1972          | 5             | 0             |
| 1973          | 2             | 0             |
| 1974          | 0             | 0             |
| 1975          | 8             | 0             |
| Усього        | 19            | 0             |